# Asphalt Nitro 2
Asphalt Nitro 2 es un videojuego de carreras desarrollado y publicado por Gameloft para Android como parte de la serie Asphalt. Fue anunciado en 2021. Se creyó que se completaría el desarrollo a mediados de 2022, pero por el ataque a Ucrania, aún no se ha completado exactamente.

## Anuncio
“¡Asphalt Nitro 2 cruza la línea de meta!
Las soluciones empresariales de Gameloft se complace en presentar su nuevo juego para dispositivos móviles: Asphalt Nitro 2. Desde el lanzamiento de su predecesor en 2015, nunca ha habido un juego de carreras para dispositivos móviles más intenso que ofrezca tanta emoción en un paquete tan compacto (¡50 MB!). 
Asphalt Nitro 2 incluye gráficos de primer nivel, 20 superdeportivos con licencia, 4 modos de juego arcade y 230 carreras en magníficos lugares de Nueva Zelanda y Japón. Los jugadores tendrán el desafío de realizar acrobacias locas mientras están al volante de reconocidas marcas de superdeportivos, incluidas Lamborghini, Bugatti y Ferrari, por nombrar sólo algunas. El juego también presenta la revolucionaria tecnología TouchDrive de Asphalt 9, el esquema de control de conducción que agiliza la dirección del automóvil.
Todo esto se suma a una experiencia única e inmersiva para una gama increíblemente amplia de dispositivos móviles, incluidos teléfonos con especificaciones de hardware más débiles.
¡Estate atento a una nueva aventura de carreras de las soluciones empresariales de Gameloft en esta temporada! ¡Así que ponte al volante y enciende el nitro ahora mismo!”

## Modos de carrera
- Clásico
- Tiempo de ataque
- Eliminación
- Versus

## Lista de vehículos
Clase D:
- Mitsubishi Lancer Evolution X
- Chevrolet Camaro LT
- Nissan 370Z NISMO
- Dodge Challenger 392 Hemi Scat Pack
- Ford Shelby GT350R

Clase C:
- Chevrolet Camaro ZL1 50th Edition
- BMW 3.0 CSL Hommage
- Mercedes-AMG GT S
- BMW M4 GTS
- Dodge Viper ACR

Clase B:
- Aston Martin DB11
- Ferrari 488 GTB
- SCG 003S

Clase A:
- Nissan GT-R NISMO
- Lamborghini Aventador SV Coupé
- Porsche 918 Spyder

Clase S:
- Ferrari FXX K
- Lamborghini Terzo Millennio
- Koenigsegg Regera
- Bugatti Chiron

## Rutas
- Nueva Zelanda – Basado en el Himalaya.
- Japón – Basado en San Francisco.